# توسيم مناعي بالذهب

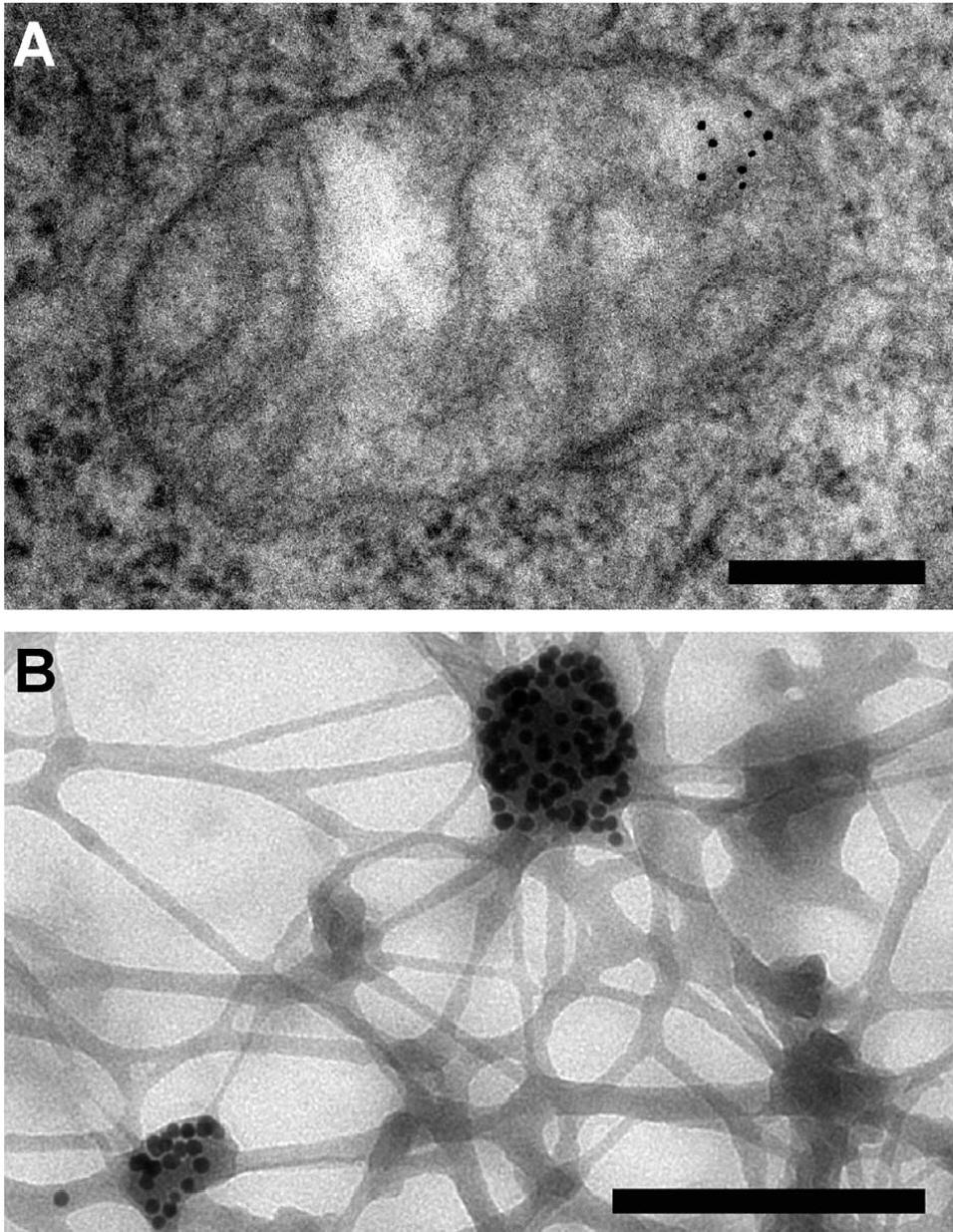
صورتين أظهرتا بواسطة مجهر إلكتروني نافذ وباستخدام تقنية التوسيم مناعي بالذهب: (A) تقوم جسيمات الذهب بتعليم دنا متقدرة mtDNA بالقرب من
متقدرة. (B) وحدات mtDNA معلمة بجسيمات الذهب بعد الاستخلاص.

التوسيم المناعي بالذهب (ملاحظة 1) هي تقنية تلطيخ مستخدمة في المجهر الإلكتروني. تتبع هذه التقنية نفس الأسلوب المستخدم في الفلورية المناعية Immunofluorescence؛ حيث تربط جسيمات الذهب الغرواني إلى جسم مضاد ثانوي مرتبط بجسم مضاد أولي مصمم لللارتباط مع بأنواع خاصة من المستضدات. يستخدم الذهب بشكل خاص نظراً لارتفاع الكثافة الإلكترونية له مما يزيد من تشتت الإلكترونات الصادمة القادمة من المجهر الإلكتروني؛ مما يرفع بالتالي من التباين.
استخدمت هذه التقنية منذ سنة 1971 وتطبق في المجهر الإلكتروني الماسح والمجهر الإلكتروني النافذ؛ لكن يتطلب تحضير العينات أن تكون رقيقة جداً، كما يمكن أن لا يكون ارتباط جسيمات الذهب بالأهداف انتقائياً.

## هوامش
(ملاحظة 1): ترجمة Immunogold labeling ويمكن أن تسمى أيضاً تلطيخ مناعي بالذهب Immunogold staining اختصاراً (IGS).